# Toga Basir
Toga Basir is een bestuurslaag in het regentschap Tapanuli Tengah van de provincie Noord-Sumatra, Indonesië. Toga Basir telt 823 inwoners (volkstelling 2010).